# Skawina
Skawina ist eine Industriestadt im Umland von Krakau in Polen mit etwa 24.000 Einwohnern und Sitz der gleichnamigen Stadt-und-Land-Gemeinde mit etwa 43.350 Einwohnern.

## Geografische Lage
Skawina liegt etwa 15 km südwestlich von Krakau, jenseits der Autobahn A4, am Flüsschen Skawinka, das in den nahen Beskiden entspringt und oberhalb des Krakauer Stadtteils Tyniec, also vor der Abtei Tyniec, in die Weichsel mündet. Mit Krakau ist die Stadt durch die Landstraße Nr. 44 verbunden, die zugleich als Zubringer zur A4 dient. Die Stadt liegt an der Kreuzung der alten Handelsstraßen von Oświęcim zur Salzstadt Wieliczka und von Krakau nach Myślenice und weiter nach Böhmen und Ungarn.

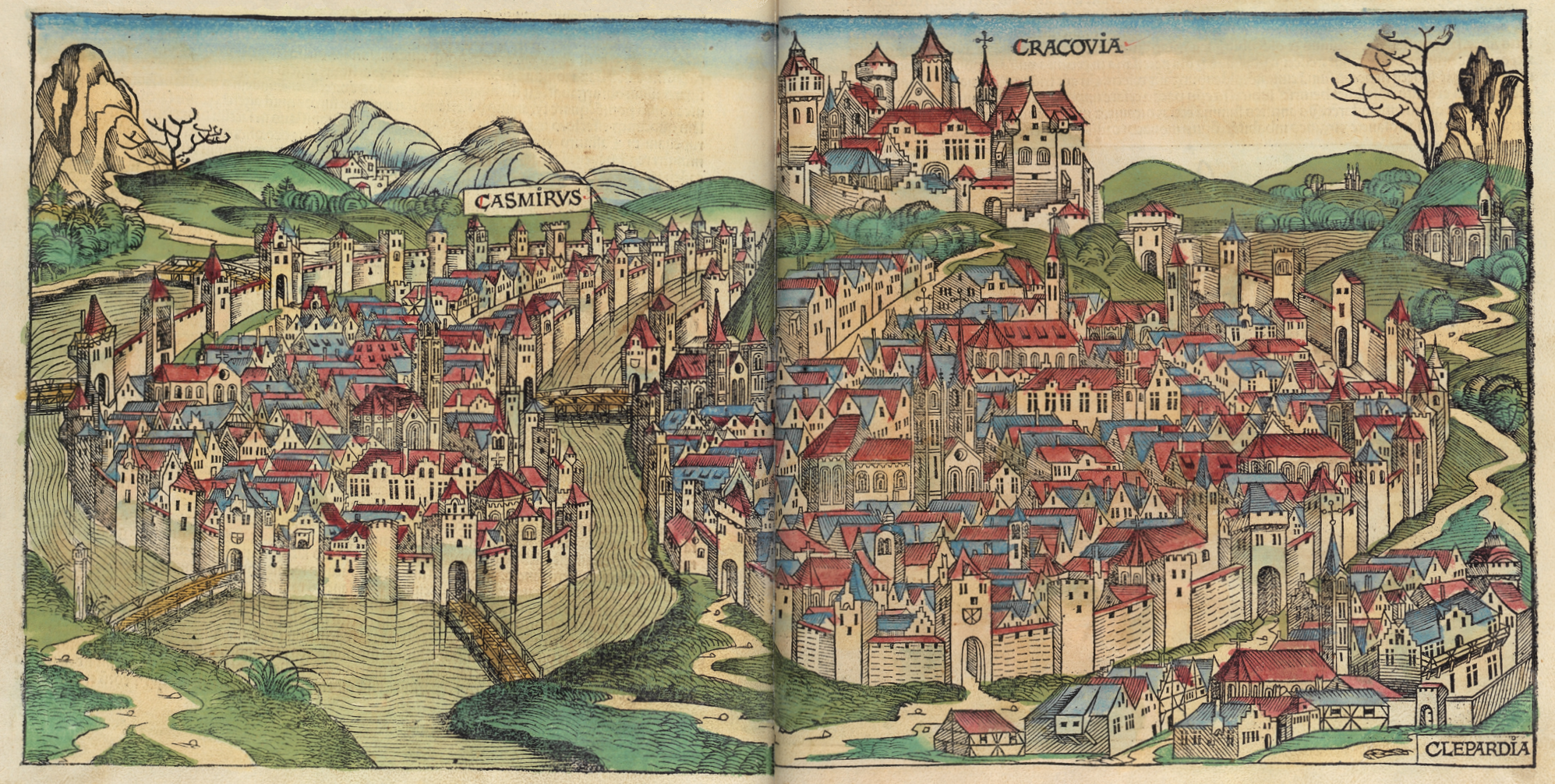
Stadtansicht von Krakau in der Schedelschen Weltchronik von 1493, links oben ist das befestigte Skawina dargestellt

## Geschichte

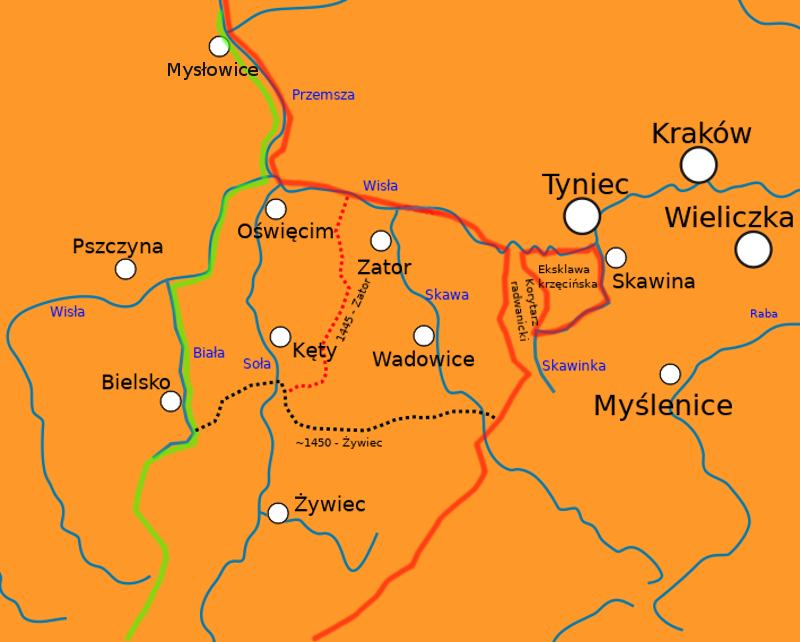
Skawina als Grenzstadt im Spätmittelalter

Die Stadt ist eine Gründung von König Kasimir dem Großen, welcher der Stadt 1364 das Magdeburger Stadtrecht verlieh. Die Stadtgründung erfolgte kurz nach dem Verzicht auf die polnischen Ansprüche auf Schlesien, dessen Grenze damals entlang des Flusses Skawinka verlief. Bereits zuvor müssen an der Wegekreuzung eine Zollstation und Gasthäuser existiert haben. Aus der Gründungszeit stammt der große rechteckige Marktplatz, auf dem seither donnerstags Wochenmarkt gehalten wird. Die Stadt hatte auch eine Stadtmauer. 1494 wurde das Herzogtum Zator am linken Ufer der Skawinka an Polen verkauft und der Fluss verlor seinen Grenzstatus. Die Stadt gedieh jedoch durch Handel und Gewerbe, sodass um 1581 die Stadt mit 1500 Einwohnern größer als Warschau war. 1651 raffte die Pest die Hälfte der Einwohner dahin. Durch Pest und Kriege sank die Zahl der Bewohner auf 300. Die Burg brannte 1655 im Russisch-Polnischen Krieg während der Belagerung von Krakau durch die Schweden ab. 1704 brannte die Stadt mit der Kirche nieder. Leider sind deshalb nur wenig alte Bauten in der Stadt erhalten.

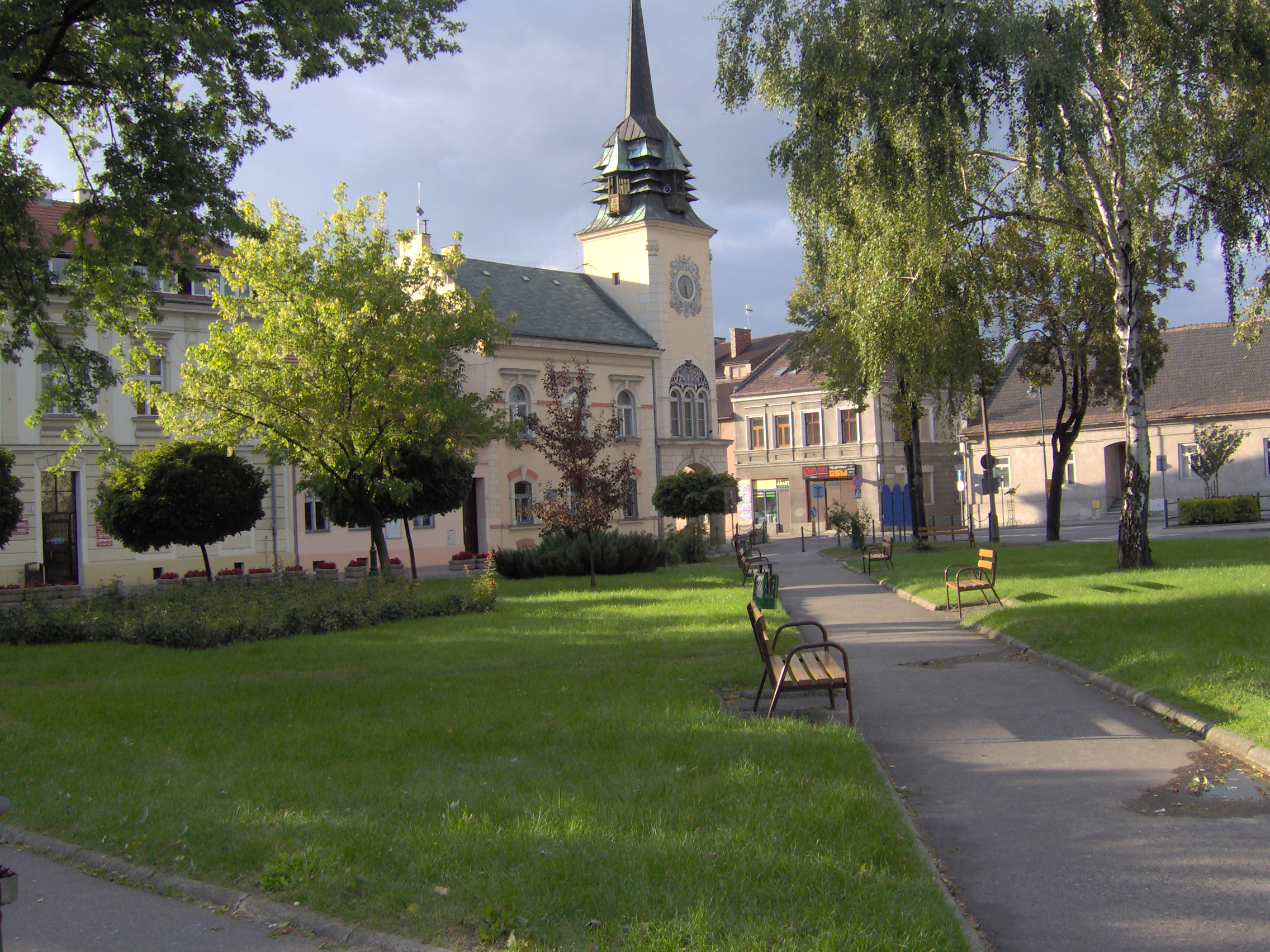
Rathaus (1903) und Marktplatz

Am 29. August 1942 wurden die etwa 500 jüdischen Einwohner auf dem Marktplatz von deutschen Polizeieinheiten zusammengetrieben, 300 ältere und kranke Menschen wurden im Wald von Bagienki erschossen, die übrigen ins Vernichtungslager Belzec transportiert. Hier wurden im März 1943 auch 4000 Juden aus dem Krakauer Getto ermordet. Ein anderer Teil wurde mit 48 Lastwagen ins nahe KZ Auschwitz verbracht oder direkt in Krakau erschossen. Am 23. Januar 1945 wurde die völlig zerstörte Stadt befreit.

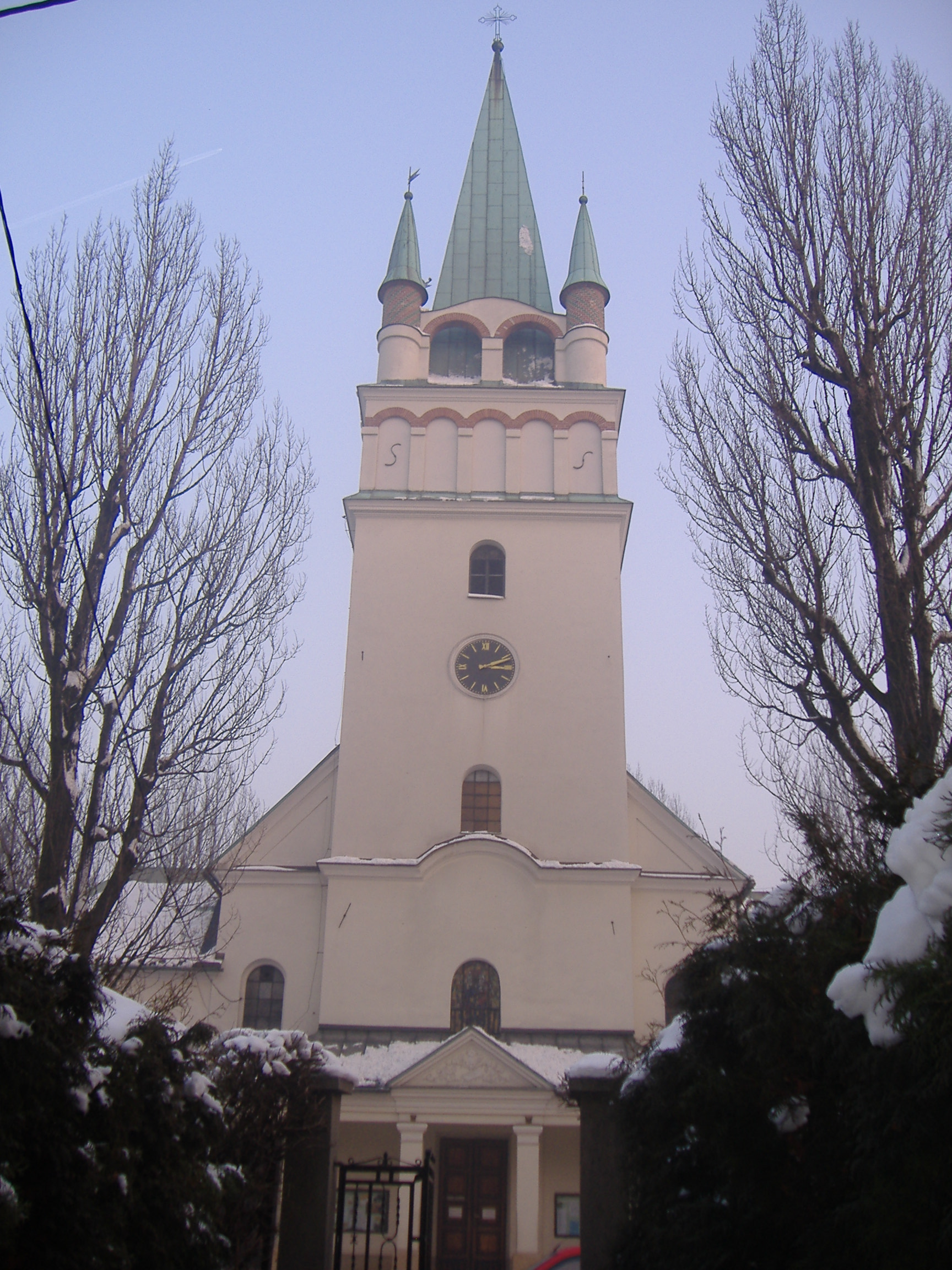
Katholische Kirche St. Simon und Judas Thaddäus

## Gemeinde
Zur Stadt-und-Land-Gemeinde gehören neben der Stadt Skawina 16 Dörfer mit Schulzenamt.

## Infrastruktur
Skawina ist eine Industriestadt, die außer der Kernstadt mit 23.660 Einwohnern in der Gemeinde noch 17 Ortsteile mit dann etwa 41.500 Einwohnern umfasst. Die Stadt besitzt sieben Kindergärten, fünf Grundschulen, zwei Gymnasien und eine Sonderschule. An Bürgereinrichtungen bestehen ein Kulturhaus, ein Kino, zwei Schwimmbäder und zahlreiche Sportanlagen.
An Gewerbe sind vertreten: eine 1910 gegründete Ersatzkaffe-Fabrik-Zweigniederlassung des Unternehmens Johann Heinrich Franck, heute Nestlé, und ein Werk der Firma. Bahlsen als Werke der Lebensmittelindustrie mit 1100 Beschäftigten (1993 Übernahme des Werks Lajkonik Snaks), ein Metallwerk, ein Steinkohlekraftwerk mit 550 MW Leistung und mehrere Betriebe der Naturstoffindustrie (Glashütte, Bausteine), welche die tertiären Ablagerungen nutzen. Nach der Stadt sind die Skawina-Schichten aus der Erdzeit des unteren Badeniums der Paratethys benannt, die auch Salz enthalten, das in der Nähe, in einem der ältesten Salzbergwerke, dem Salzbergwerk Wieliczka, abgebaut wird. Skawina liegt an der mittelalterlichen Salzstraße zwischen Krakau und Wieliczka.
Bahnanschluss erhielt Skawina 1884 durch die Galizische Transversalbahn. Der Bahnhof wurde 1890 fertiggestellt.
Mit dem Flughafen Johannes Paul II. Krakau-Balice ist Skawina mit einer Buslinie verbunden.

## Sehenswürdigkeiten
In der Stadt stehen die Kirchen und die Synagoge unter Denkmalschutz. Die Hauptkirche der Apostel Simon und Judas Thaddäus wurde mit der Stadtgründung gestiftet. Sie brannte mehrfach nieder und wurde zuletzt 1728 wiederaufgebaut. Der Turm erhielt durch den Wiederaufbau nach dem Zweiten Weltkrieg seinen heutigen Pyramidenhelm. Im Innenraum sind einige barocke Altäre erhalten. Die zweite Kirche der katholischen Stadtgemeinde ist die kleine Kirche der Heiligen Muttergottes aus dem Jahr 1774, ebenfalls mit Barockaltären. Sie gehörte bis zum Ende des 19. Jahrhunderts zu einem Armenhospital.

## Sport/Erholung
In der Stadt und den Ortsteilen bestehen sechs Anlagen für Ballsport und Leichtathletik, dazu Tennisplätze, ein Bowlingzentrum und eine Radrennbahn.
Die Naturparks der Beskiden und der Hohen Tatra sind nicht weit entfernt.

## Partnerstädte
Skawina ist recht aktiv in der europäischen Partnerstädte-Bewegung. Es ist verbunden mit Hürth (seit 1996,) und dem englischen Thetford (2004) (beide sind auch untereinander verbunden), dem tschechischen Roztoky (2005), dem slowakischen Turčianske Teplice (1999) und dem mittelitalienischen Civitanova Marche (2005). Die jüngste Kooperation wurde 2008 mit Peremyschljany, Ukraine, vereinbart. Das Ernst-Mach-Gymnasium Hürth und das Albert-Einstein-Gymnasium Sankt Augustin pflegen Schulpartnerschaften mit den Gymnasien in Skawina.

## Persönlichkeiten
- Kazimierz Nycz (* 1950), Erzbischof von Warschau, kurze Zeit Mitarbeiter in der Pfarrseelsorge in Skawina
- Filip Rózga (* 2006), Fußballspieler